# Miracol în Anzi
Miracol în Anzi (în spaniolă Milagro en los Andes) este o carte scrisă de Nando Parrado și Vice Rause, publicată în 2006 inspirată de o întâmplare adevărată . Pe 13 octombrie 1972, la ora 15:35, un avion Fairchild FH-227 cu turbopropulsor, al forțelor armate din Uruguay, s-a prăbușit în Anzi, la granița dintre Chile și Argentina. La bord se aflau 45 de persoane, dintre care cinci erau membri ai echipajului. Restul de 40 erau componenți ai echipei de rugby Christian Rugby Football Club și câțiva membri ai familiilor jucătorilor. În catastrofa din Anzi și-au pierdut viața 29 de pasageri, doar 16 reușind să se salveze.  Pe 28 decembrie 1972 a avut loc o conferință de presă oficială în care cei care au câștigat bătălia cu muntele și-au spus povestea. De atunci și până în zilele noastre aceștia au mai participat la producerea a două filme despre tragicul accident, publicarea a două cărți și un website oficial, inaugurat după 30 de ani. Nando Parrado revine la evenimentele descrise în cartea lui Piers Paul Read din 1974, Alive: The Story of the Andes Survivors, a fost publicată la doi ani după salvare și s-a bazat pe interviuri cu supraviețuitorii. 

## Rezumat
În Miracol în Anzi, Parrado spune povestea oamenilor care au participat la prăbușirea unui avion (Zborul 571 a Forțelor Aeriene ale Uruguayului) în munții Anzi pe data de 13 octombrie 1972. Supraviețuitorii prăbușirii au trebuit să recurgă la canibalism pentru a supraviețui 72 de zile pe munte la 4000 de metri altitudine, în condiții extreme, hrănindu-se cu colegii lor morți.
În ziua plecării, avionul a fost nevoit să oprească la Mendoza, în Argentina, din cauza vremii nefavorabile. Pe 13 octombrie, în timp ce se aflau deasupra orașului Curico, nume care în traducere liberă înseamnă “Tărâmul apei negre” pilotul a făcut o eroare de pilotaj și a redus prea repede altitudinea, lucru ce a dus la prăbușirea aparatului de zbor, de la o altitudine de 4200 m. 12 oameni au murit în momentul impactului și alți cinci aveau să piară în dimineața imediat următoare. În a opta zi s-a înregistrat încă o victimă, care a decedat din cauza rănilor produse în momentul accidentului. Salvamontiștii și echipele speciale de intervenție i-au căutat pe membrii echipei preț de opt zile, însă apoi au renunțat deoarece vizibilitatea era extrem de redusă și s-a presupus că nimeni nu putea scăpa din așa ceva. Acest lucru a fost difuzat la radio, un radio pe care îl ascultau și jucătorii, acolo, în munți. În acel moment, toată lumea a crezut că sfârșitul este aproape.
Fără un echipament adecvat pentru asemenea condiții și cu o cantitate redusă de mâncare și apă, câteva ciocolate, pungi de snacks-uri și sticle de vin, supraviețuitorii s-au organizat și forțați de împrejurări, au ales să își asigure necesarul de hrană din trupurile neînsuflețite ale celor care, până de mult, le fuseseră colegi.
Pe 29 octombrie, o avalanșă de proporții face alte opt victime. Din acest moment grupul se hotărăște să formeze o echipă care să plece după ajutor. Parrado, Roberto Canessa, au fost cei care au pornit după ajutor traversând Anzii până l-au întâlnit pe Sergio Catalan, un cowboy sudamerican.
În 22 și 23 decembrie, cu elicoptere  cei 16 supraviețuitori au ajuns înapoi la civilizație.